# 乙硫异烟胺
乙硫異煙胺（INN:ethionamide）是一種抗生素，主要用於治療結核病。尤其是適用於與其他抗結核藥物併用，以對抗活性多重抗藥性結核病。目前已不建議將其用於麻風病的治療。
此藥物經由口服方式給藥。
乙硫異煙胺的副作用發生率偏高。常見的有噁心、腹瀉、腹痛及食慾減退。較嚴重的副作用則涉及肝炎和憂鬱症。有顯著肝臟問題的個體不應使用此藥物。由於其在個體懷孕時期使用，對於胎兒的安全性尚未明確，故不建議使用。乙硫異煙胺歸屬於硫代醯胺類藥物，據信其作用機制是透過干擾結核分枝桿菌目對黴菌酸的利用，而抑制它們的生長和繁殖，達到治療結核病的目的。
乙硫異煙胺最早於1956年被發現，並於1965年在美國獲得醫療用途核准。此藥物已納入世界衛生組織基本藥物標準清單之中。

## 醫療用途
乙硫異煙胺在治療活動性結核病時，屬於第二線用藥，必須與其他抗結核藥物聯合使用。這表示當結核菌對第一線抗結核藥物產生抗藥性、患者無法耐受或其他因素而失效時，才會考慮使用包含乙硫異煙胺的治療方案。
人體對口服乙硫異煙胺的吸收度良好，不受同時也進食的影響，但通常會與食物一起服用以提高耐受性。它能穿過人體的血腦屏障，在腦脊液中達到與血漿相當的濃度。
乙硫異煙胺的抗菌譜系包含結核分枝桿菌（M. tuberculosis）、牛分枝桿菌（M. bovis）和恥垢分枝桿菌（M. smegmatis）。偶爾也用於治療麻風桿菌（M. leprae）以及其他非結核分枝桿菌感染，例如鳥型分枝桿菌（M. avium）和堪薩斯分枝桿菌（M. kansasii）。雖然其作用機制與異煙鹼醯胺相似，但由於兩者皆為前體藥物，且透過不同的途徑活化，因此僅在13%的菌株中可觀察到交叉抗藥性。對乙硫異煙胺的抗藥性可能因以下基因變異而產生：活化藥物所需的ethA基因發生突變、ethR基因過度表現，進而抑制ethA的活性，或是inhA基因本身或其啟動子發生突變，導致藥物結合位點改變或inhA過度表現。
因為在動物研究顯示乙硫異煙胺會導致胎兒缺陷，美國食品藥物管理局（FDA），將其列為妊娠C級藥物。目前尚不清楚乙硫異煙胺是否會分泌到母乳中。

## 不良反應
乙硫異煙胺經常引起腸胃不適，包括噁心和嘔吐，而導致患者停止服用。有時可透過與食物一起服用而改善這種情況。
乙硫異煙胺可能導致肝細胞毒性，因此禁用於嚴重肝功能障礙的患者。服用此藥物的患者應定期進行肝功能測試。高達5%的患者會發生肝毒性，與使用異煙鹼醯胺相似，通常在治療開始後的1至3個月內出現，但也可能在治療6個月後發生。肝功能檢查異常通常表現為麩丙轉胺酶 (ALT) 和天門冬胺酸胺基轉移酶 (AST) 升高。乙硫異煙胺可能導致中樞神經系統及周邊神經系統的副作用，前者如精神方面的異常和腦病變，後者則為周邊神經病變。建議在服用乙硫異煙胺時，同時補充吡哆醇（即維生素B6），以降低這些副作用發生的可能性。
乙硫異煙胺的結構與甲硫咪唑相似，後者用於抑制甲狀腺激素合成，使用乙硫異煙胺的一些結核病患者中可能會出現甲狀腺功能低下。因此建議在使用乙硫異煙胺期間也定期監測甲狀腺功能。

### 藥物交互作用
乙硫異煙胺可能會將同時服用的其他抗結核藥物的不良反應加劇。例如與異煙鹼醯胺併用時，會提高體內的異煙鹼醯胺的濃度，而可能增加周邊神經病變和肝毒性的發生率。曾有報告指出，與環絲胺酸併用時會引發癲癇發作。與利福平併用時，曾有高肝毒性發生率的報告。該藥品的標籤列有警告，使用者應避免過量飲酒，因為可能會引發思覺失調反應。

## 作用機制
乙硫異煙胺是一種前體藥物，它在結核分枝桿菌中的單加氧酶ethA的作用下被活化，然後與NAD+ （菸鹼醯胺腺嘌呤二核苷酸）結合形成加成物，以與異煙鹼醯胺相同的方式抑制InhA酶。其作用機制被認為是透過干擾黴菌酸的合成來達成。
基於提高ethA基因表達可能增強乙硫異煙胺療效的推測，藥物研發人員開始積極探索開發EthR抑制劑的可能性。EthR是一種會抑制ethA基因表達的蛋白質，如果能找到有效的EthR抑制劑，就能解除這種抑制，進而增加ethA的活性，使更多乙硫異煙胺被活化，而更為提升其治療結核病的效果。因此，Eth抑制劑被視為一種潛在的輔助藥物，能與乙硫異煙胺聯合使用，以期克服現有治療的局限性。

## 其他名稱
- 1314[19]
- 2-ethylisothionicotinamide[20]
- amidazine[21]
- iridocin[22]

乙硫異煙胺以商品名稱Trecator由惠氏製藥銷售，而惠氏製藥已於2009年被輝瑞製藥併購。

## 外部連結
- . Drug Information Portal. U.S. National Library of Medicine.
- Ethionamide (PIM 224)